# Odin: Photon Sailer Starlight
 Odin: Photon Sailer Starlight (オーディーン 光子帆船スターライト, Ôdîn - Kôshi hobune stâraito) est un film d'animation OAV, sorti entre 1985 au Japon. Dans un univers mélangeant science-fiction et mythologie, et avec une réalisation proche de Yamato, il traite de l’exploration spatiale et de la menace de l’intelligence artificielle sur les sociétés. À la suite d'une réception négative du premier opus, la trilogie initialement prévue fût annulée.

## Synopsis
En l’an 2099, le voyage spatial dans le système solaire est chose courante. Le nouveau vaisseau prototype Starlight doit permettre d’explorer la galaxie mais lors d’un test, le jeune équipage part à la rescousse d’un autre vaisseau mystérieusement attaqué. Seule la jeune femme Sarah Cyanbaker qui a perdu la mémoire est recueillie à bord du Starlight alors que le vaisseau subit les attaques d’un ennemi mécanique. L’équipage va progressivement découvrir que les légendes nordiques sont fondées et que Odin était une civilisation dans la constellation de Canopus qui fut presque totalement détruite par l’expansion de son étoile il y a 20 000 ans. Les habitants d’Odin survécurent au cataclysme en explorant l’espace grâce aux machines et systèmes évoluées qu’ils avaient créées et en devenant eux-mêmes cyborgs, mais ces machines se retournèrent contre leurs créateurs, prirent le pouvoir et cherchent depuis à conquérir l’ensemble de l’univers. Le Starlight va affronter l’ordinateur central, Belgel, et poussé par Sarah, part à la recherche de ce qui reste de la civilisation Odin.

## Fiche technique
- Titre : Odin: Photon Sailer Starlight
- Réalisation : Takeshi Shirato Toshio Masuda
- Scénario :  Yoshinobu Nishizaki
- Character design : Yuji Moriyama
- Musique : Hiroshi Miyagawa Loudness
- Pays d'origine :  Japon
- Année de production : 1985
- Genre : science-fiction, mythologie
- Durée : 140 minutes
- Dates de sortie française : n/a
- Autres sorties :  États-Unis (U.S. Manga Corps, 1986)

## Bande originale
Le groupe japonais heavy metal Loudness a produit de manière originale un album pour le film et performe pendant le générique de fin.

## Commentaires
Cet OAV aborde plusieurs thèmes et concepts originaux de science-fiction comme le voyage spatiale, les cyborgs et l’intelligence artificielle.